# 大司農
大司農（だいしのう）は、古代の中国に置かれた官職である。

## 漢
秦代と前漢の初めには治粟内史と称したが、景帝中6年（紀元前144年）または景帝後元年（紀元前143年）に大農令とされ、太初元年(紀元前104年）に武帝により大司農と改称された。新朝が成立すると羲和、ついで納言と改称されたが、後漢が成立すると再び大司農に戻された。武帝の時代以降は、九卿の一つとされた。
前漢では「穀貨」を掌った。税として穀物と銭貨が収納されてから支出されるまでを管理し、国家の財政を統括するものである。前漢には他に皇帝の財産を管理する少府がほぼ同じ財政規模であり、大司農と並ぶ存在であった。大司農は、均輸・平準法による物資の輸送や売買、専売制の塩・鉄の生産販売、全国に点在した国営農場も下に置いた。
属官には太倉令（穀物の管理）、均輸令（物資供給）、平準令（物資価格の調節）、都内令（銭貨の管理）、籍田令（皇帝の直轄農地の管理）の5令があった。
漢末以降になると、財政は尚書の主管となり、また各種財政・物資を管理する官が設置され、大司農の職掌は縮小されていった。

## 三国時代
三国時代の魏も大司農を置いた。また蜀や呉も同様に大司農を設置している。漢代には租税の徴収や銭・穀物の管理、塩鉄の専売など朝廷における財政の主管機関であったが、三国時代になると業務の大部分がほかの官衙に移されている。

## 南北朝時代以降
南北朝時代以降、大司農の業務は新設された尚書に移管、財務業務を主管せず朝廷の倉庫を管理する官職となり司農卿と称され、隋代から宋代に沿襲されている。元代になると大司農司が設置され、農業振興や水利、天災などの対応がその職掌とされたが、明代に廃止となり、大農司の業務は戸部に移管された。しかし明清代には戸部が糧田租税の業務を主管したことより、戸部尚書を大司農と称していた。